# Kenny McKinley

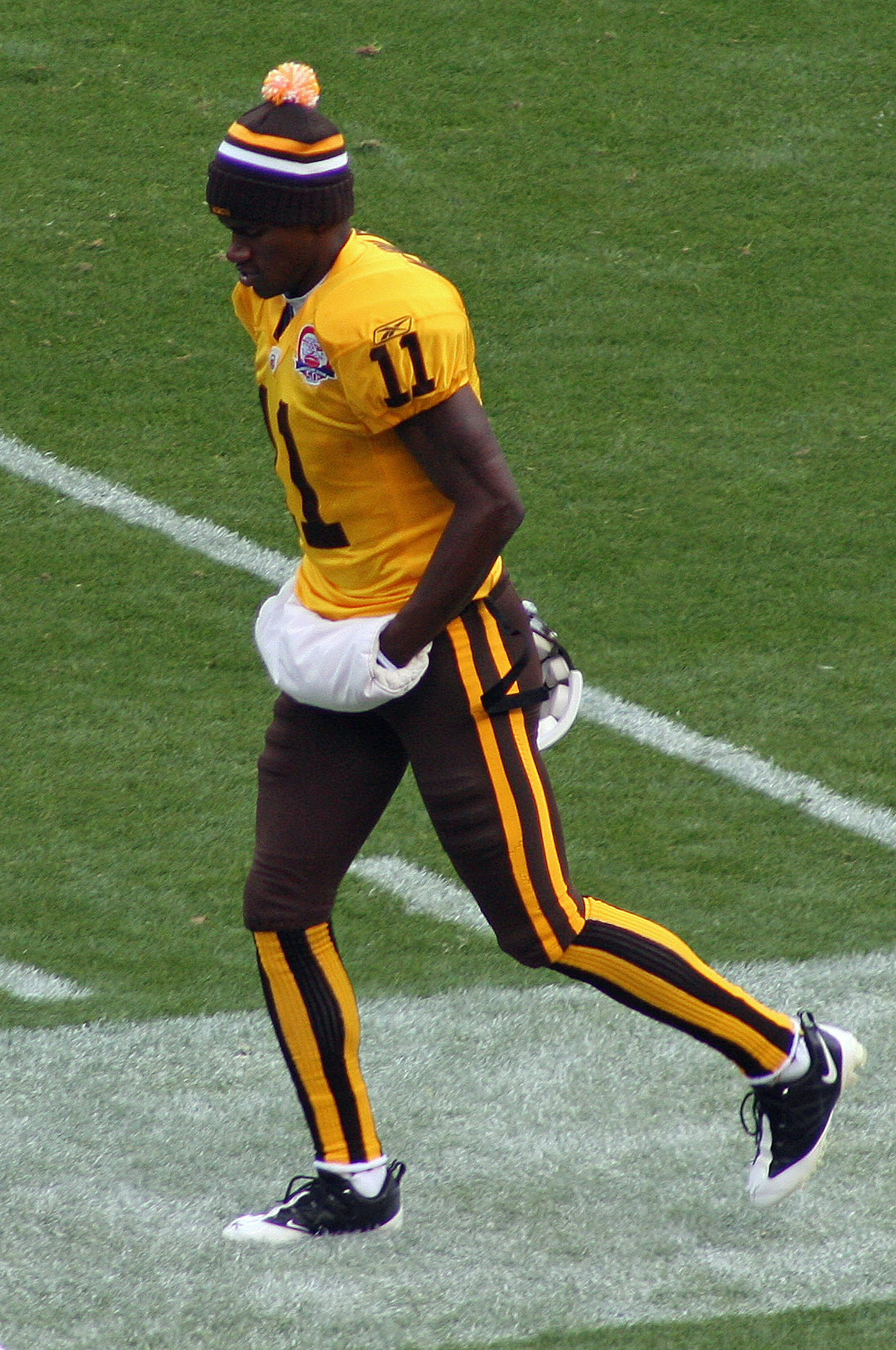

Kenny McKinley (31 de janeiro de 1987 - 20 de setembro de 2010) foi um jogador de futebol americano do Denver Broncos da Liga Nacional de Futebol. Ele jogou futebol americano universitário em South Carolina.